# Xian JH-7
Xian JH-7 (кит. трад. 殲轟七號, 殲轟-7, упр. 歼轰七号, 歼轰-7, пиньинь Jiān Hōng qī hào, палл. Цзянь хун ци хао, буквально: «Истребитель-бомбардировщик-7», код НАТО: Flounder) — китайский истребитель-бомбардировщик, созданный для замены фронтового бомбардировщика Harbin H-5 (копия Ил-28) и Nanchang Q-5 (штурмовик на базе МиГ-19). Предлагается на экспорт под обозначением FBC-1 Flying Leopard (кит. упр. 飞豹, пиньинь fēi bào, палл. фэй бао, буквально: «Летающий леопард»).

## Модификации
- JH-7 — базовая модификация.
- JH-7 Block 2 — установлена новая РЛС.
- JH-7A — модернизированная версия. Установелены новая БРЛС JL-10A, контейнер с системой навигации и целенаведия и АКР-8, российский контейнер радиотехнической разведки. Количество точек подвески увеличено до 11. Номенклатура вооружения расширилась за счёт установки новой авионики[2].
- FBC-1 Flying Leopard — экспортная версия JH-7.
- FBC-1A Flying Leopard II — экспортная версия JH-7A.

## Тактико-технические характеристики
Приведённые ниже характеристики соответствуют модификации JH-7А.
Источник данных: 

Технические характеристики
- Экипаж: 2 человека
- Длина: 21,03 м (без штанги ПВД)
- Размах крыла: 12,71 м
- Высота: 6,58 м
- Площадь крыла: 42,3 м²
- Масса пустого: 14,500 кг
- Нормальная взлётная масса: 21 500 кг
- Максимальная взлётная масса: 28,475 кг
- Силовая установка: 2 × ТРДДФ Xi’an WS9 Qinling (копия Rolls Royce RB.168 Spey Mk.202)
- Тяга: 2 × 55,83  кН (2 × 91,26 кН на форсаже)

Лётные характеристики
- Максимальная скорость: 1800 км/ч
- Крейсерская скорость: 900 км/ч
- Боевой радиус: 900-1650 км
- Перегоночная дальность: 3650 км
- Практический потолок: 16 000 м

Вооружение
- Стрелково-пушечное: 1 × Type 23-III (ГШ-23Л) с 300 патронами на пушку
- Боевая нагрузка: 8000 кг
- Управляемые ракеты: 

  - Воздух-воздух: PL-5B/C/E и PL-8, на JH-7A дополнительно PL-11 и PL-12[4]
  - Воздух-поверхность: противорадиолокационные YJ-91 и LD-10, малозаметная AKF98A, кассетная GB-6A (500—600 км), противокорабельная YJ-83K, KD-88, AKF088C[4][7][8][9]
- Неуправляемые ракеты: блоки 8 × 57-мм или 7 × 68 мм или 7 × 90мм или 4 × 130-мм
- Бомбы: YJ1000-1, планирующая кассетная CS/BBC5, JG-500B (GB 500), GB 100 и прочие[10][11][12]

## На вооружении
Китай:
- ВВС КНР — 120 JH-7A, по состоянию на 2014 год[13]
- ВМС КНР — 120 JH-7A, по состоянию на 2014 год[13]